# 高橋勲 (美術監督)
高橋 勲（、1962年〈昭和37年〉 - ）は日本の特撮映画の美術監督。埼玉県出身。

## 経歴
学生時代から特撮や模型を愛好し、真剣に怪獣映画の制作を目指し日活芸術学院に入学。卒業後、東宝映像美術に入社。特撮の美術助手として数々の作品を担当し、1991年『ゴジラvsキングギドラ』からチーフ助手として大澤哲三を補佐。『ゴジラvsモスラ』（1992年）では、入院した大沢に代わり現場を指揮した。
1999年に『ゴジラ2000 ミレニアム』で美術監督に昇格する。

## エピソード
大澤の教えとして、「セットは広くてもフィルムは小さい」という言葉が心に残っているといい、細かいところに時間をかけるよりもメインに力を注ぐことを意識している。
『ゴジラ』（1984年）では、東京の街をリアルに再現するためミニチュアのほとんどを新たに制作せねばならず苦労したというが、自身が美術監督に就任した『ゴジラ2000 ミレニアム』でもVSシリーズ時代のミニチュアはほとんど処分されてしまっていたため、再び同じ苦労を被ることになった。
ゴジラに参加するため映画業界に入ったため、『ゴジラvsビオランテ』（1989年）の製作が決まった際も参加を希望するも、スペースワールドの展示映像が終わらないとゴジラは動かないと言われそちらを担当することになるが、その1週間後に『vsビオランテ』の現場が動き出していた。高橋は話が違うとして憤慨するが、スペースワールドの作業を終えた後も『vsビオランテ』は制作の遅れからまだ撮影が続いており、高橋は特撮B班の美術を1人で担当することになった。

## 代表作

### 映画
| 公開年月日 | 公開年月日 | 作品名                                                                   | 制作（配給） | 役職               |
| ---------- | ---------- | ------------------------------------------------------------------------ | --- | ------------------ |
| 1983年     | 6月4日     | 日本海大海戦 海ゆかば                                                    | 東映 （東映） | 美術助手           |
| 1984年     | 3月17日    | さよならジュピター                                                       | 東宝映画 イオ （東宝） | 美術助手           |
| 1984年     | 8月11日    | 零戦燃ゆ                                                                 | 東宝映画 （東宝） | 美術助手           |
| 1984年     | 12月15日   | ゴジラ                                                                   | 東宝映画 （東宝） | 美術助手           |
| 1987年     | 1月17日    | 首都消失                                                                 | 徳間書店 関西テレビ 大映映画 （東宝）                                                                                     | 美術助手           |
| 1987年     | 9月26日    | 竹取物語                                                                 | フジテレビ 東宝映画 （東宝）                                                                                              | 美術助手           |
| 1987年     | 12月5日    | 「さよなら」の女たち                                                     | 東宝映画 | 美術助手           |
| 1989年     | 7月22日    | ガンヘッド                                                               | 角川書店 サンライズ バンダイ IMAGICA 東宝映画 （東宝）                                                                    | 美術助手           |
| 1989年     | 12月16日   | ゴジラvsビオランテ                                                       | 東宝映画 （東宝） | 美術助手           |
| 1991年     | 12月14日   | ゴジラvsキングギドラ                                                     | 東宝映画 （東宝） | 美術助手（チーフ） |
| 1992年     | 12月12日   | ゴジラvsモスラ                                                           | 東宝映画 （東宝） | 美術助手（チーフ） |
| 1993年     | 12月11日   | ゴジラvsメカゴジラ                                                       | 東宝映画 （東宝） | 美術助手（チーフ） |
| 1994年     | 7月9日     | ヤマトタケル                                                             | 東宝映画 （東宝） | 美術助手（チーフ） |
| 1994年     | 12月10日   | ゴジラvsスペースゴジラ                                                   | 東宝映画 （東宝） | 美術助手（チーフ） |
| 1995年     | 12月9日    | ゴジラvsデストロイア                                                     | 東宝映画 （東宝） | 美術助手（チーフ） |
| 1996年     | 7月13日    | ガメラ2 レギオン襲来                                                     | 大映 日本テレビ 博報堂 富士通 日本出版販売 （東宝）                                                                       | 美術助手           |
| 1996年     | 12月14日   | モスラ                                                                   | 東宝映画 （東宝） | 美術助手（チーフ） |
| 1997年     | 12月13日   | モスラ2 海底の大決戦                                                     | 東宝映画 （東宝） | 美術助手（チーフ） |
| 1998年     | 12月12日   | モスラ3 キングギドラ来襲                                                 | 東宝映画 （東宝） | 美術助手（チーフ） |
| 1999年     | 3月6日     | ウルトラマンティガ・ウルトラマンダイナ&ウルトラマンガイア 超時空の大決戦 | 円谷プロダクション （松竹）                                                                                               | 美術助手           |
| 1999年     | 3月6日     | ガメラ3 邪神覚醒                                                         | 大映 徳間書店 日本テレビ 博報堂 日本出版販売 （東宝）                                                                     | 美術助手           |
| 1999年     | 12月11日   | ゴジラ2000 ミレニアム                                                    | 東宝映画 （東宝） | 美術               |
| 2000年     | 3月11日    | ウルトラマンティガ THE FINAL ODYSSEY                                     | 講談社 TBS 毎日放送 読売広告社 バンダイ バンダイビジュアル 円谷プロダクション （ソニー・ピクチャーズ エンタテインメント） | 美術助手           |
| 2000年     | 8月19日    | ホワイトアウト                                                           | 日本ヘラルド映画 フジテレビ 電通 ISB 日本ビクター デスティニー （東宝）                                                   | 美術               |
| 2000年     | 12月16日   | ゴジラ×メガギラス G消滅作戦                                              | 東宝映画 （東宝） | 美術               |
| 2001年     | 7月20日    | ウルトラマンコスモス THE FIRST CONTACT                                   | 講談社 小学館 TBS 毎日放送 バンダイ バンダイビジュアル ジェイアール東日本企画 円谷プロダクション （松竹）                 | 美術助手           |
| 2001年     | 12月15日   | ゴジラ・モスラ・キングギドラ 大怪獣総攻撃                                | 東宝映画 （東宝） | 美術助手           |
| 2002年     | 8月3日     | ウルトラマンコスモス2 THE BLUE PLANET                                    | 講談社 小学館 TBS 毎日放送 バンダイ バンダイビジュアル セイカ 円谷プロダクション （松竹）                                 | 美術助手           |
| 2002年     | 12月14日   | ゴジラ×メカゴジラ                                                        | 東宝映画 （東宝） | 美術助手           |
| 2003年     | 8月2日     | ウルトラマンコスモスVSウルトラマンジャスティス THE FINAL BATTLE          | 講談社 小学館 TBS 毎日放送 バンダイ バンダイビジュアル 円谷プロダクション （松竹）                                        | 美術助手           |
| 2003年     | 12月13日   | ゴジラ×モスラ×メカゴジラ 東京SOS                                         | 東宝映画 （東宝） | 美術助手           |
| 2004年     | 12月4日    | ゴジラ FINAL WARS                                                        | 東宝映画 （東宝） | 美術助手           |

### テレビ
- 五稜郭[4]
- ウルトラシリーズ[4]

### テーマパーク
| 期間          | 期間          | テーマパーク名   | 会社             | 担当施設         | 製作会社、スポンサー | 役職     |
| ------------- | ------------- | ---------------- | ---------------- | ---------------- | -------------------- | -------- |
| 1990年4月22日 | 1990年4月22日 | スペースワールド | スペースワールド | スペースドーム館 | 東宝映像美術         | 美術助手 |